# Петокњижје
Петокњижје (хебр. חֲמִשָּׁה חֻמְשֵׁי תּוֹרָה — хамиша хумшеј Тора или חֻמָּשׁ‏‎‎ — хумаш), још познато и као Мојсијев закон, представља првих пет књига канонске хебрејске и хришћанске Библије: Постање, Излазак, Левити, Бројеви и Поновљени закони. Петокњижје представља први дио хебрејског Танаха — Тору. Назив Петокњижје је буквални превод са грчког πεντάτευχος од πεντε — „пет“ и τευχος — „књиге“.

## Структура Петокњижја
Немогуће је одредити када је извршена подјела Торе на пет књига. Постоји мишљење да је ова подјела направљена давно прије уништења Другог храма (то значи прије нове ере), али прво помињање подјеле Торе на пет књига јавље се у Талмуду (3. вијек). У сваком случају, поред чисто техничних разлога, до подјеле је дошло и због стуктуре теста.
1. Књига постања говори о стварању свијета, гријеху прародитеља, великом потопу, затим историју старозавјетних патријараха.
2. Књига изласка има пролог и епилог, што је раздваја од осталих књига, говори о излазску из Египата, добијању Десет заповјести на Синајској гори и упутству за градњу табернакла — то јесте начина његовог становања међу Израелићанима и вођења у обећану земљу.
3. Књига Левитска углавном посвећен свештеничким законима и храмовској служби.
4. Књига бројева говори о путовању по пустињи након примања Закона на Синајској гори, и о ратовима које су Израиљци водили освајајући подручја у Трансјорданији.
5. Поновљени закони представља понављање закона изнетих у преходним књигама Петокњижја, као и сажет приказ догађаја од изласка из Египта надаље.

### Књиге Петокњижја
| Хебрејски | Транскрипција | Превод       | Српски           | Црквенословенски | Латински      | Старогрчки    |
| --------- | ------------- | ------------ | ---------------- | ---------------- | ------------- | ------------- |
| בְּרֵאשִׁית    | Берешит       | У почетку    | Постање          | Бытїѐ            | Genesis       | Γένεσις       |
| שְׁמוֹת      | Шемот         | Имена        | Излазак          | Исхо́дъ           | Exodus        | Ἔξοδος        |
| וַיִּקְרָא     | Ваиикра       | И он се зове | Левити           | Левíтъ           | Leviticus     | Λευϊτικόν     |
| בְּמִדְבַּר     | Бемидбар      | У пустињи    | Бројеви          | Чи́сла            | Numeri        | Ἀριθμοί       |
| דְּבָרִים     | Дварим        | Ријечи       | Поновљени закони | Второзако́нїе     | Deuteronomium | Δευτερονόμιον |